# San Cesareo in Palatio (titre cardinalice)
Le titre cardinalice de San Cesareo in Palatio (Saint César du Palais) est érigé par le pape Léon X le 6 juillet 1517. Il est supprimé en 1587 par Sixte V puis recréé par Clément VIII en 1600 comme diaconie, c'est-à-dire titre de cardinal-diacre. Il est rattaché à l'église San Cesareo de Appia qui se trouve dans le rione Celio à Rome.
Parmi ses titulaires, on peut citer Karol Wojtyła élu pape sous le nom de Jean-Paul II. Il lui fut attribué ce titre diaconal, qui fut, pour l'occasion, (pro illa vice) élevé en titre presbytéral, Karol Wojtyła étant, comme les autres cardinaux en poste dans les grands archidiocèses du monde, un cardinal-prêtre.

## Titulaires
| - Niccolò Pandolfini (1517-1518) - Vacant (1518-1530) - Louis de Gorrevod de Challant (1530-1537) - Bartolomeo Guidiccioni (1540-1542) - Cristoforo Madruzzo (1545-1560) - Pier Francesco Ferrero (1561) - Vacant (1561-1570) - Archangelo de' Bianchi (1570-1580) - Vacant (1580-1587) - Titre supprimé en 1587 - Titre recréé en 1600 - Silvestro Aldobrandini (1603-1612) - Vacant (1612-1616) - Carlo Gaudenzio Madruzzo (1616-1626) - Giangiacomo Teodoro Trivulzio (1629-1644) - Carlo Rossetti (1644-1653) - Carlo Barberini (1653-1660) et (1667-1675) - Friedrich von Hessen-Darmstadt (1661-1667) - Girolamo Casanate (1675-1682) - Benedetto Pamphilj (1685-1686) - Giovanni Francesco Negroni (1686-1696) - Giambattista Spinola (1696-1706); titre pro illa vice (1706-1719) - Thomas-Philippe d’Hénin-Létard d’Alsace-Boussut de Chimay (1721-1733) - Giovanni Battista Spinola (1733-1743) - Vacant (1743-1747) - Giovanni Francesco Albani (1747-1759) | - Giovanni Costanzio Caracciolo (1759-1770) - Vacant (1770-1775) - Bernardino De Vecchi (1775) - Giovanni Cornaro (1778-1789) - Filippo Campanelli (1791-1795) - Vacant (1795-1801) - Giuseppe Albani (1801-1818) - Vacant (1818-1827) - Tommaso Bernetti (1827-1844) - Giuseppe Bofondi (1847-1867) - Vacant (1867-1884) - Ignazio Masotti (1884-1888) - Achille Apolloni (1889-1893) - Giuseppe Antonio Ermenegildo Prisco (1896-1898) - Vacant (1898-1911) - Willem Marinus van Rossum (1911-1915) - Vacant (1915-1922) - Franz Ehrle (1922-1934) - Domenico Mariani (1935-1939) - Vacant (1939-1958) - Francesco Bracci (1958-1967) - Karol Wojtyła, titre pro illa vice (1967-1978) - Vacant (1978-1985) - Andrzej Maria Deskur (1985-1996); titre pro illa vice (1996-2011) - Antonio Maria Vegliò (2012-) |